# Kathedrale von Funchal

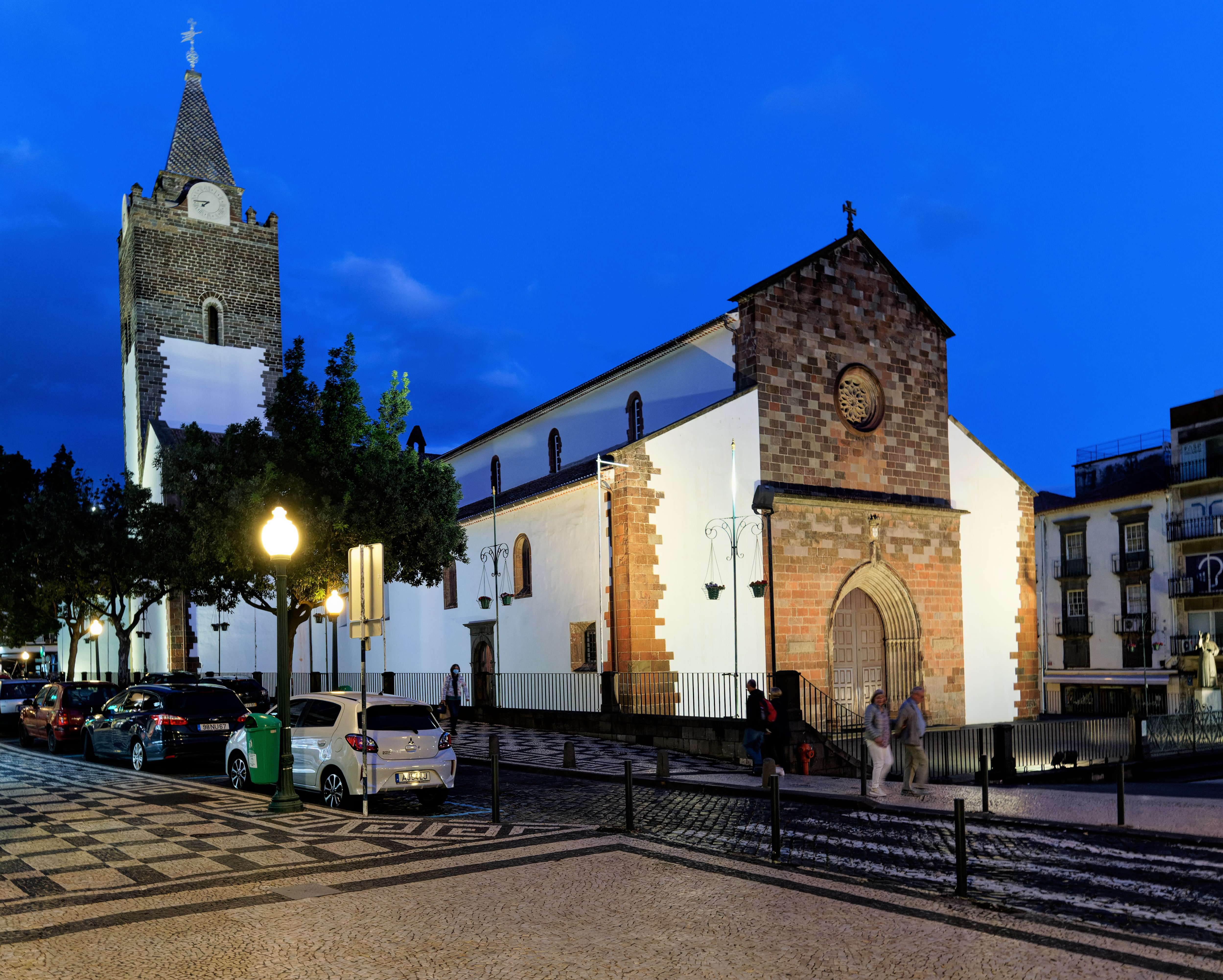
Fassade

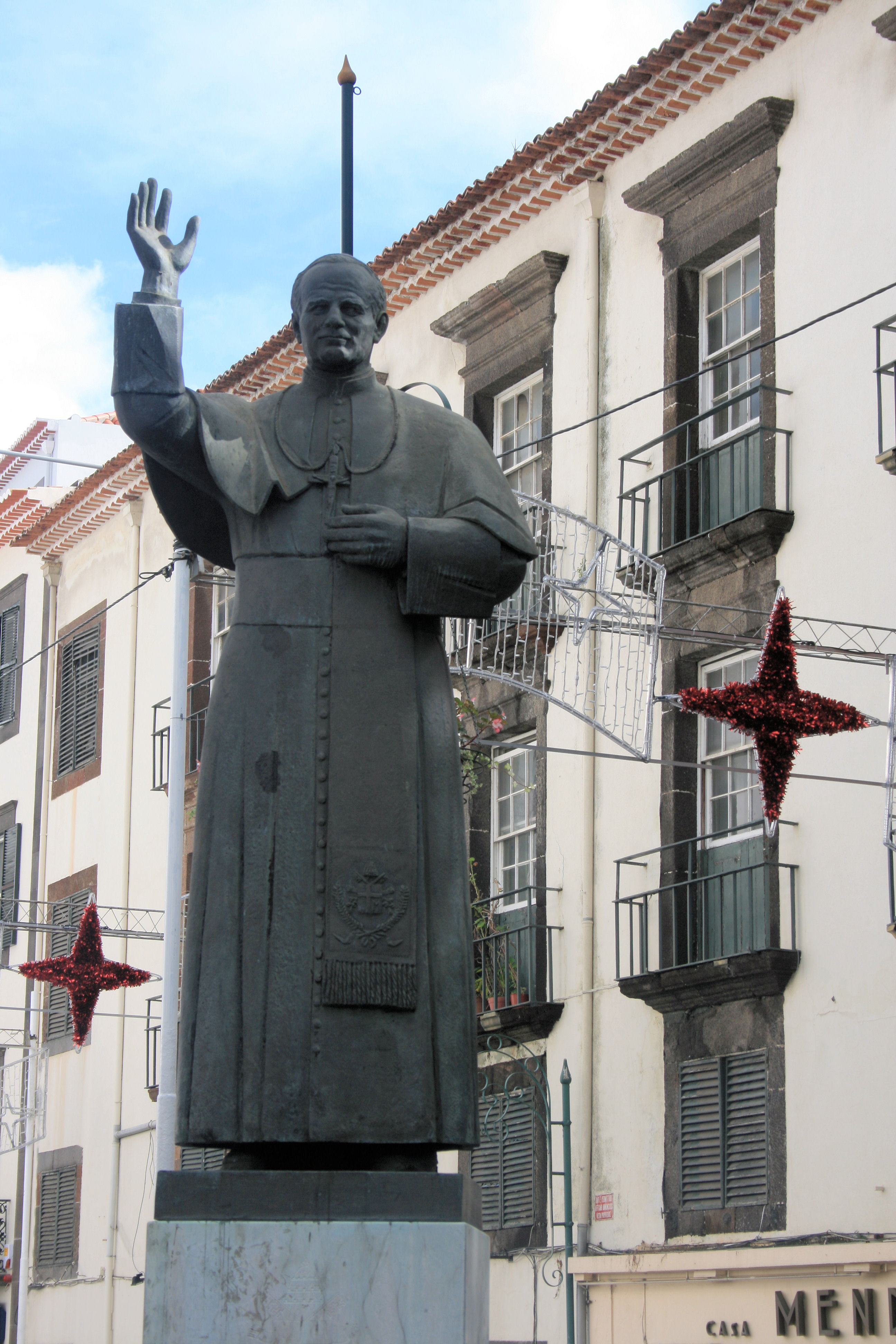
Statue von Johannes Paul II. neben der Kathedrale. Der Papst besuchte die Insel 1991.

Sé ist der gebräuchliche Name der Kathedrale in Funchal auf der Insel Madeira, der vollständige Name ist Sé Catedral de Nossa Senhora da Assunção. Sie ist die Mutterkirche des Bistums Funchal.
Der Bau der spätgotischen Kirche wurde zur Zeit des portugiesischen Königs Manuel I. 1488 geplant und 1500 begonnen, enthält jedoch nur relativ wenige Stilelemente der Manuelinik. Die Bauleitung hatten der Steinmetz Gil Eanes und der Zimmermann Péro Annes. 1508 wurde die Kirche von Bischof Lobo eingeweiht. Am 12. Juni 1514 wurde die Kirche zur Kathedrale erhoben, als in Funchal der dritte Bischofssitz für Portugal entstand. Am 18. Oktober 1517 wurden der jetzige Hochaltar und der Chor geweiht.

Im Innern der Kathedrale
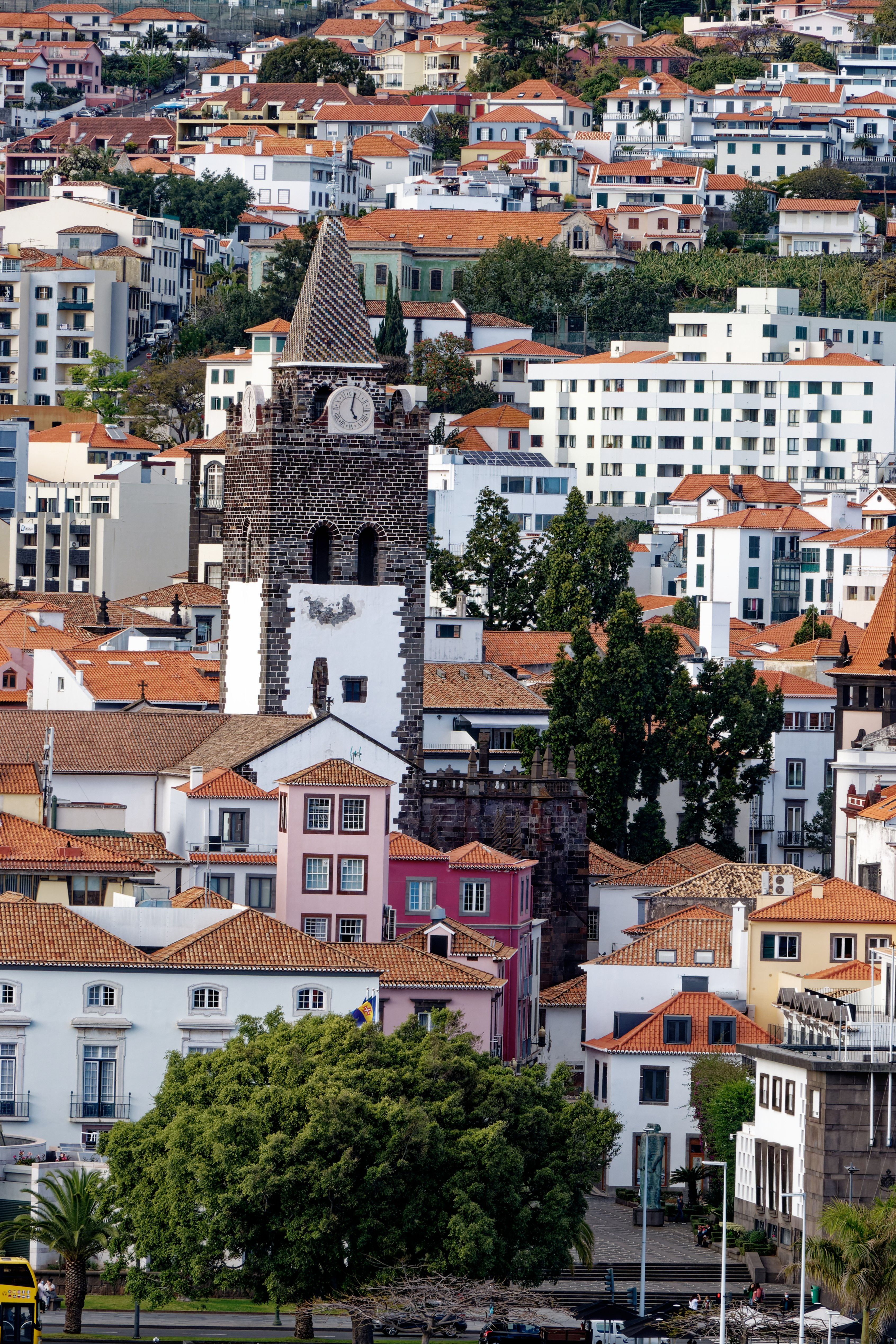
Glockenturm
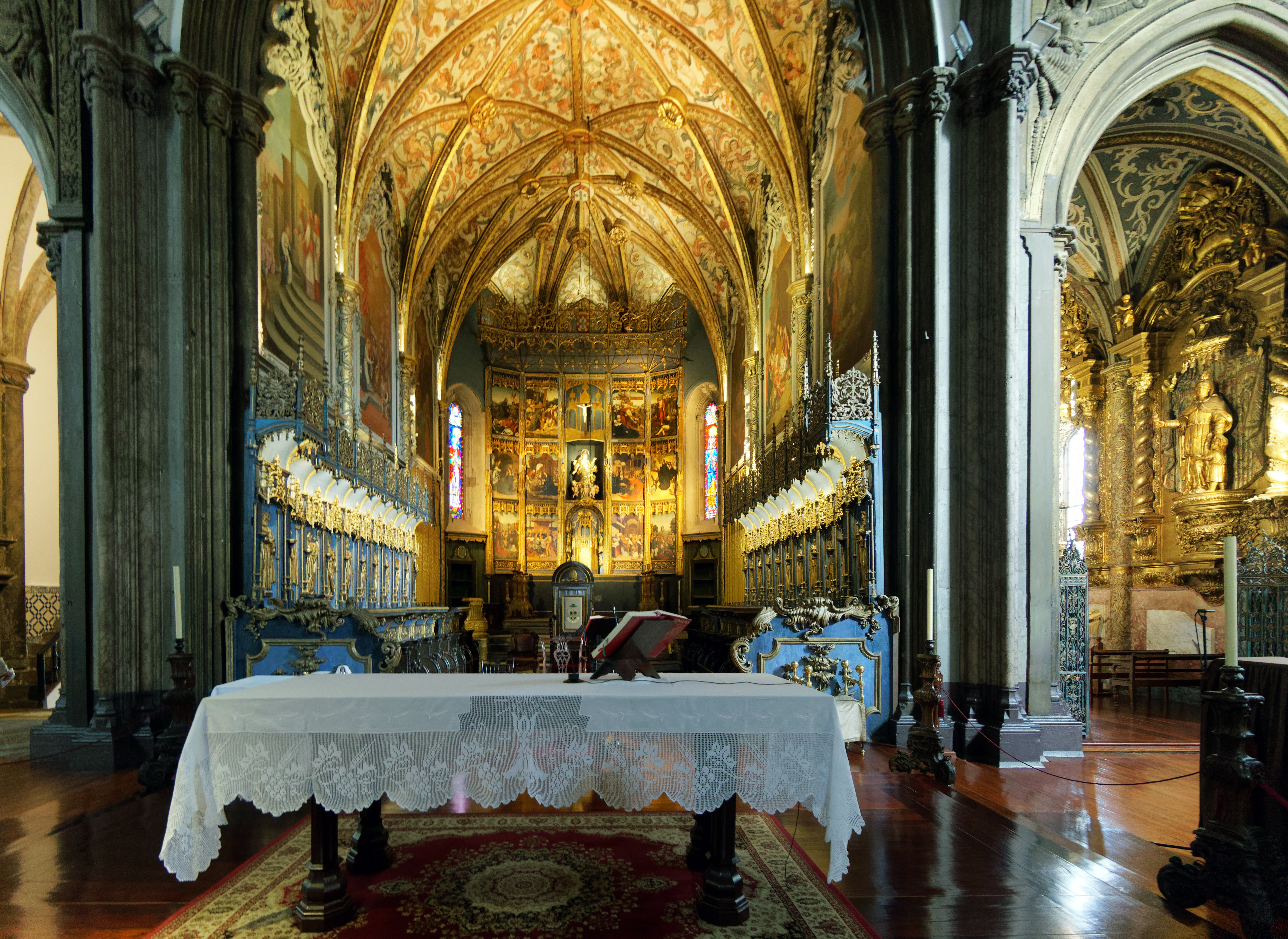
Der Hauptaltar
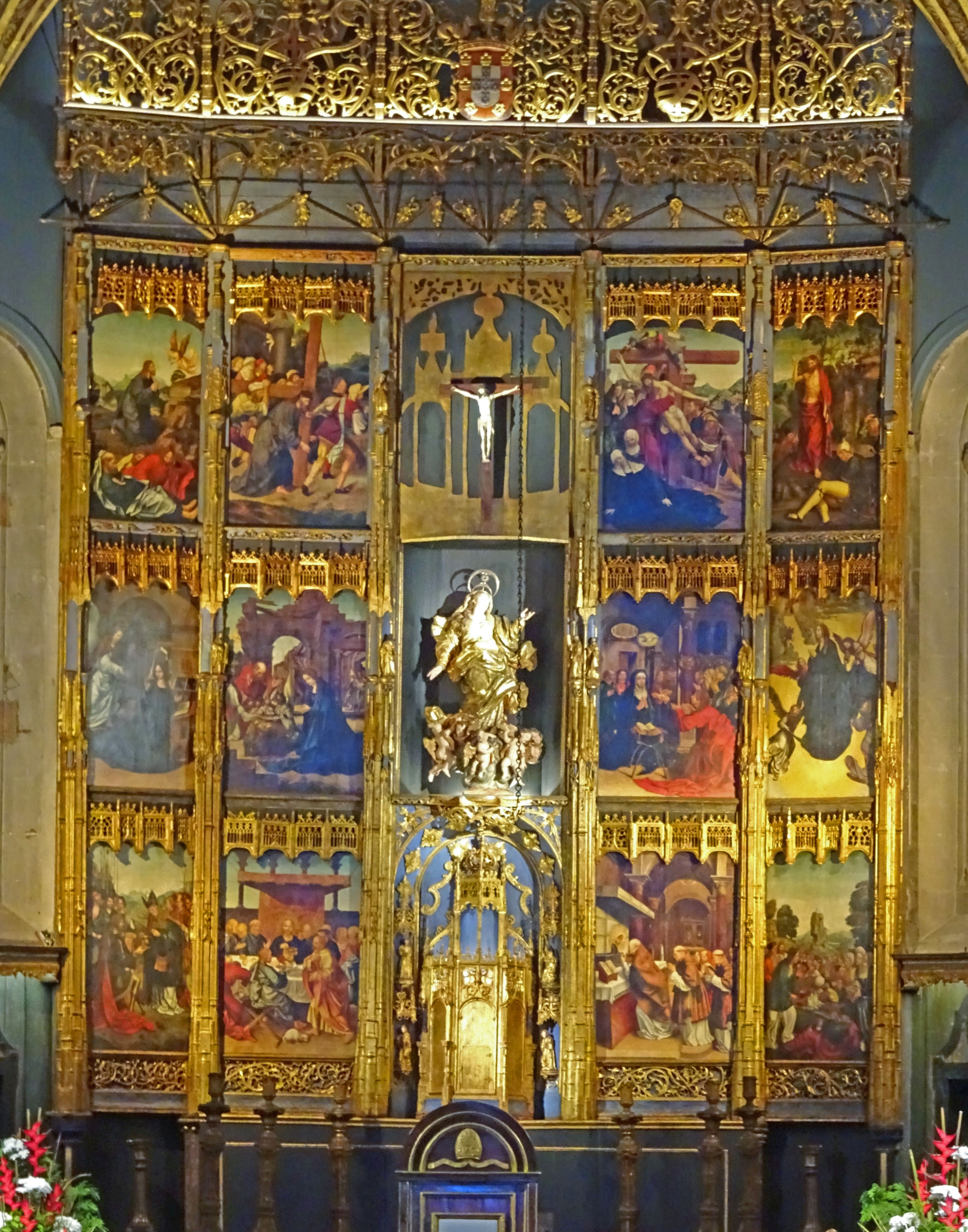
Der Hochaltar im Ausschnitt
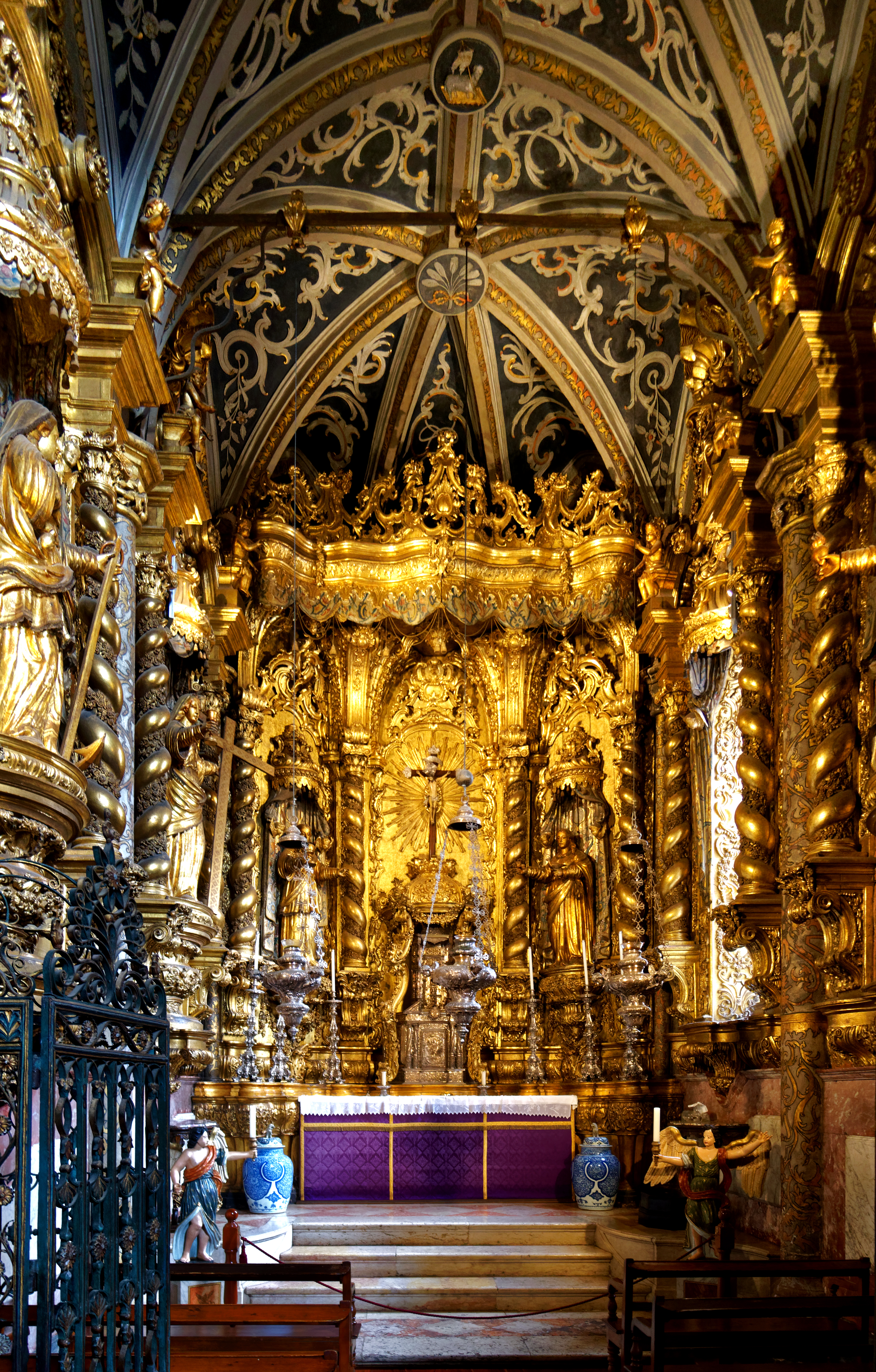
Kapelle in der Kathedrale
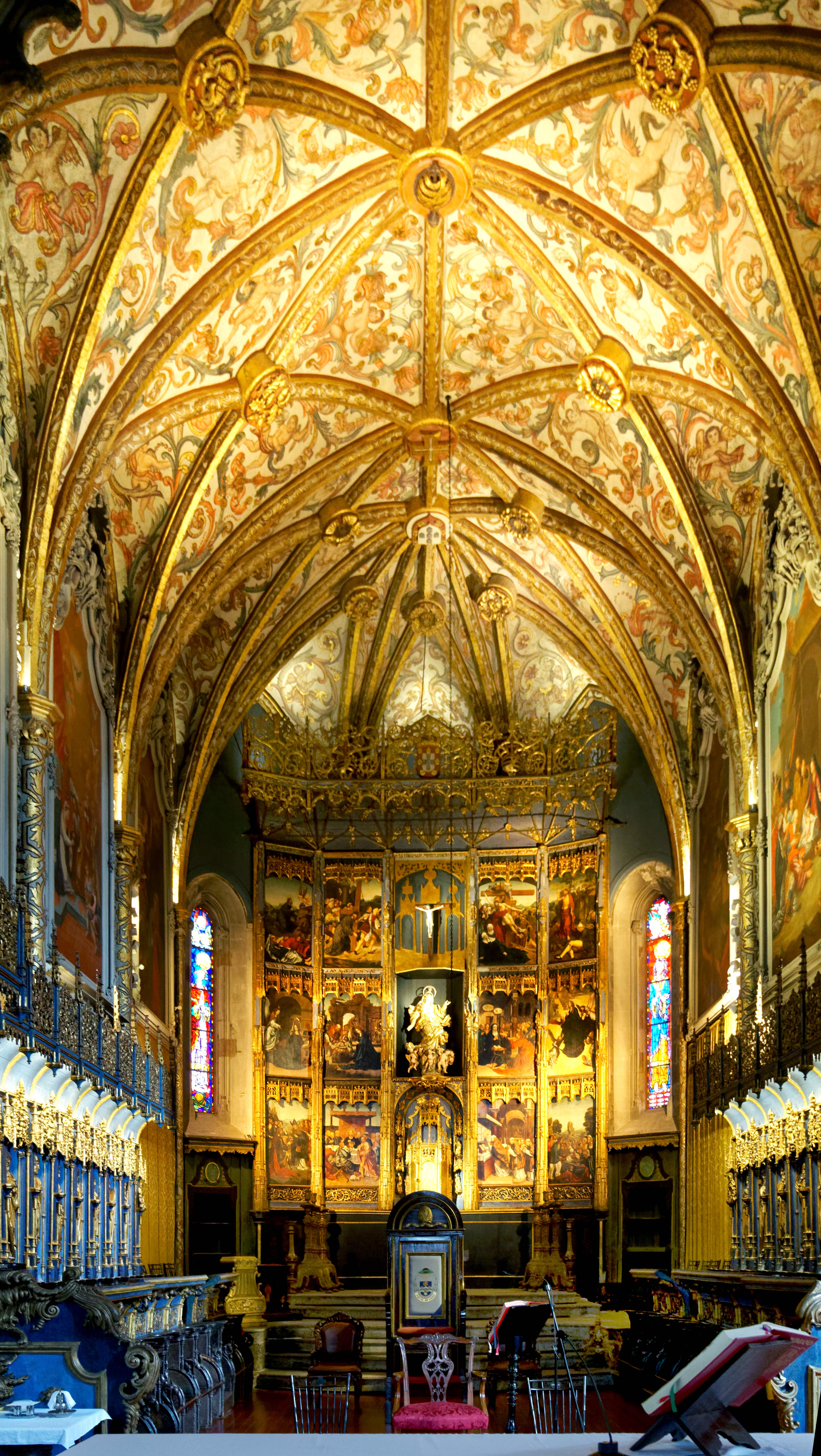
Der Hochaltar im Ausschnitt
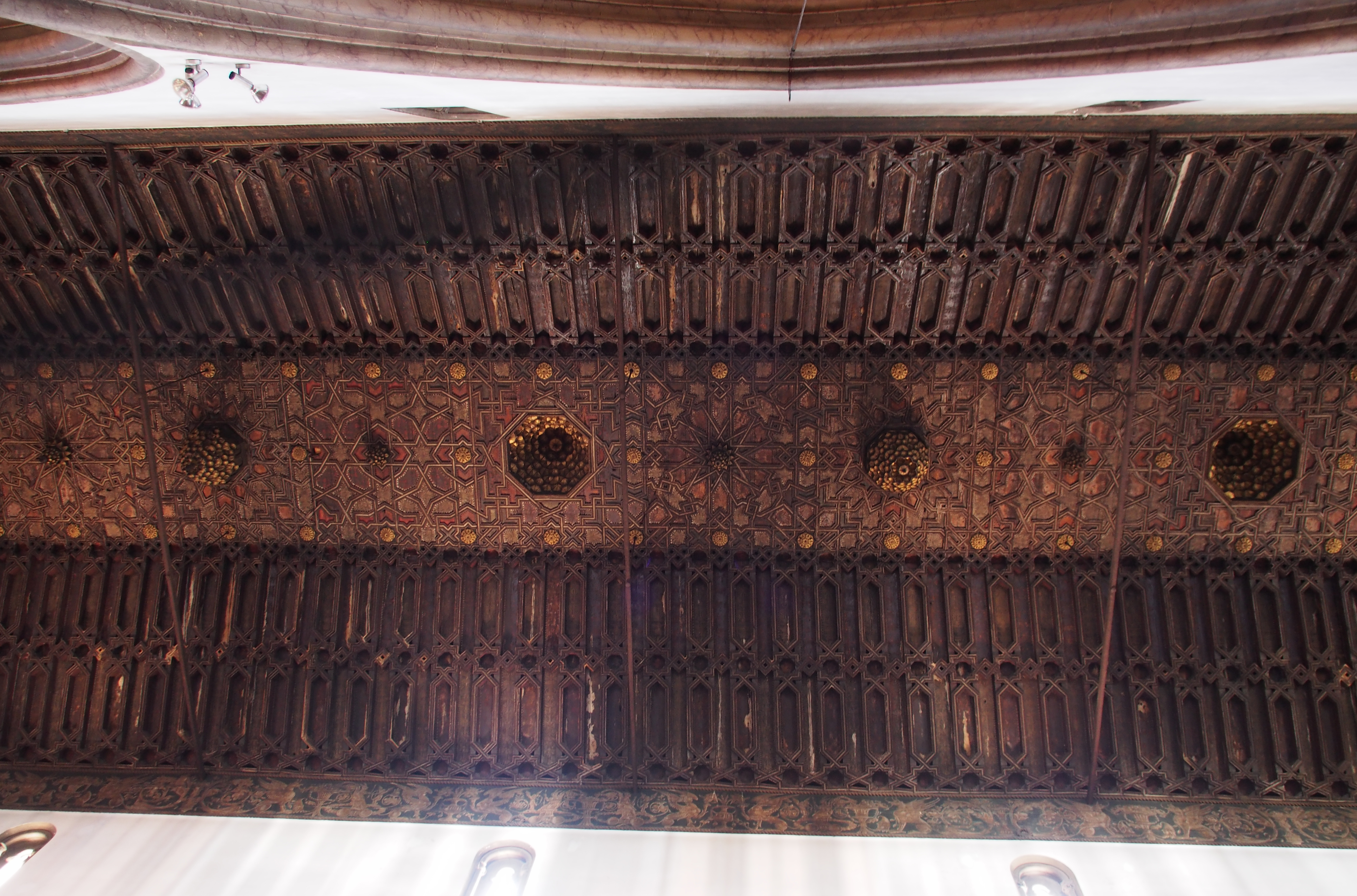
Holz-Kassettendecke
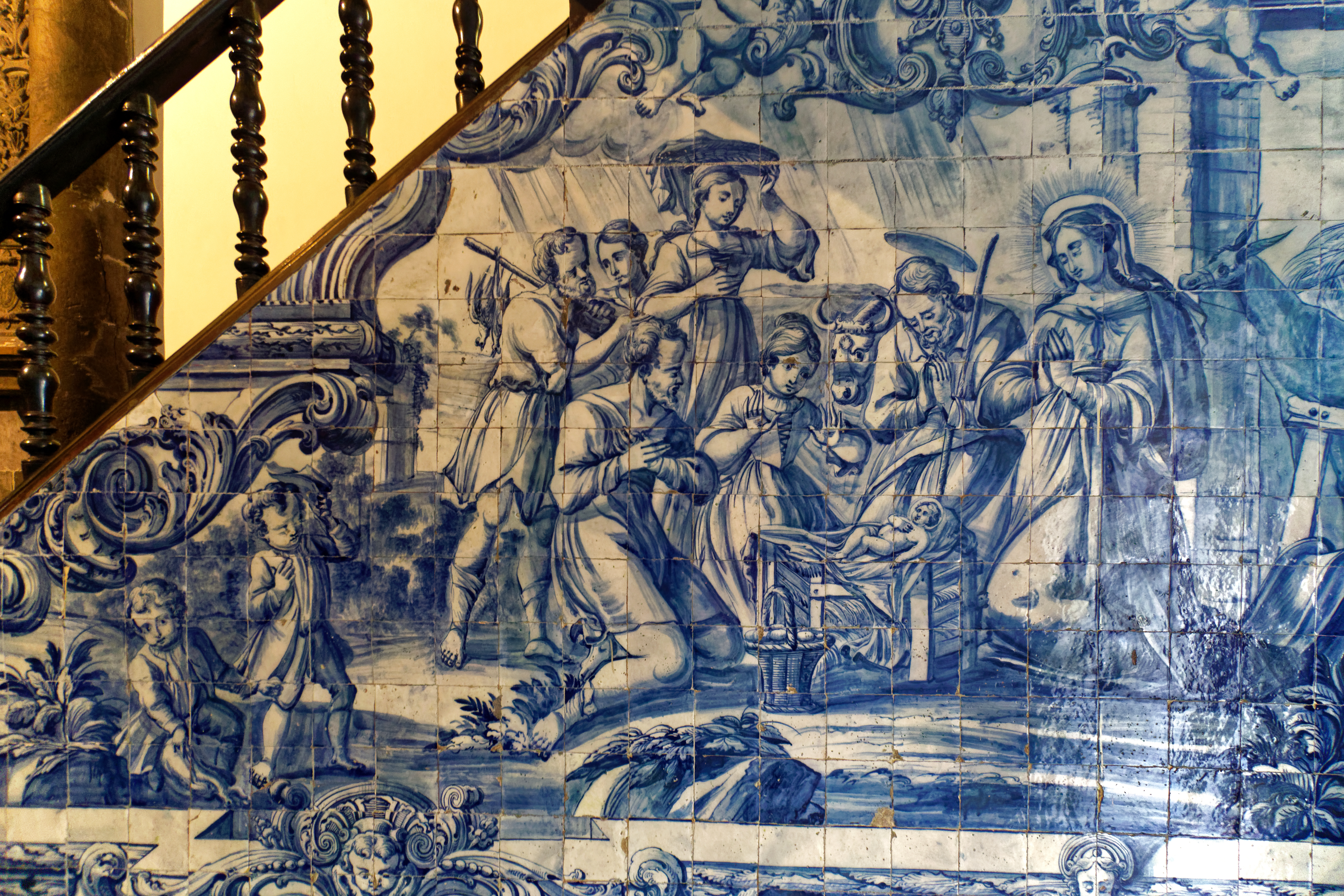